# St. Jakob (Schönberg)

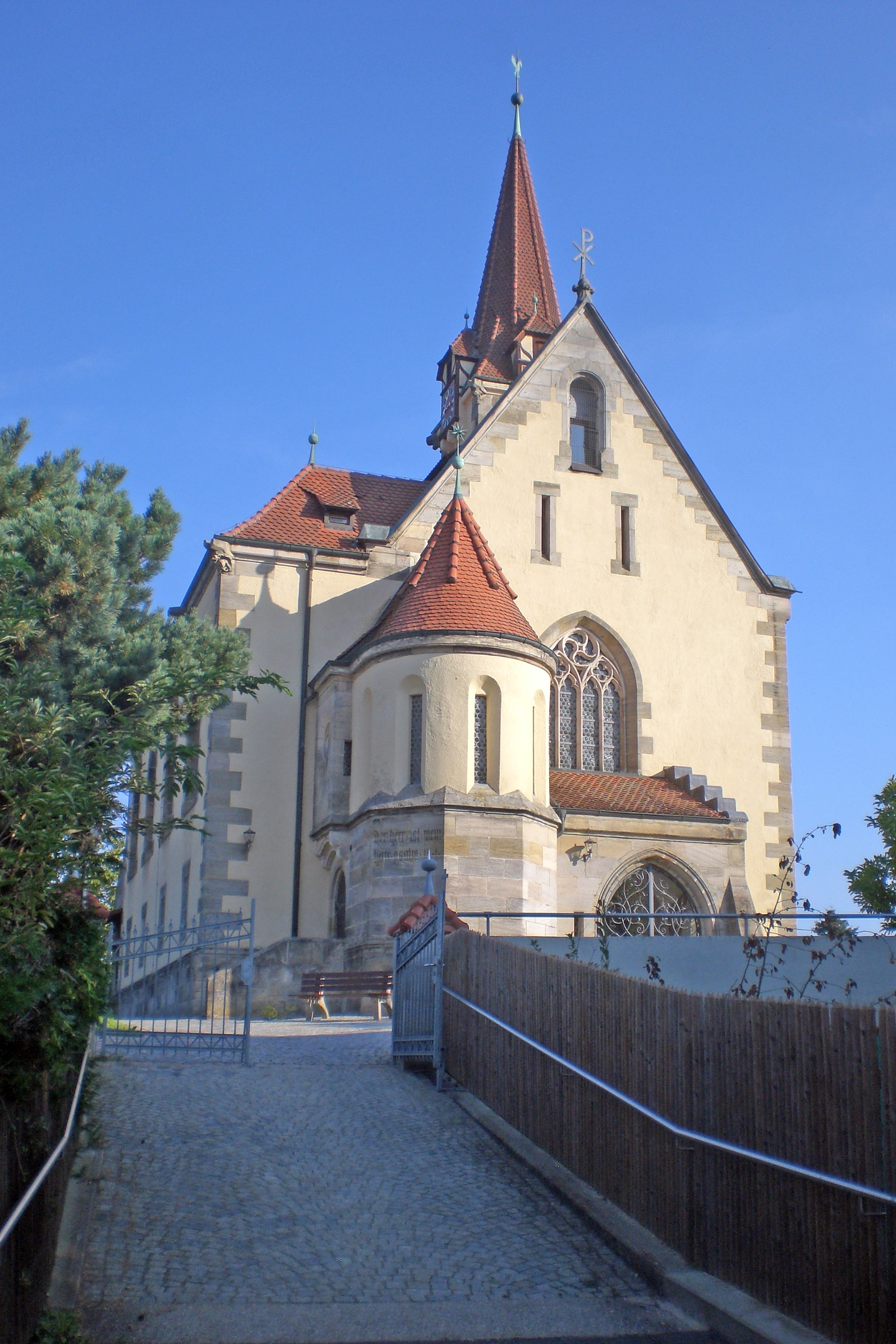
St. Jakob (2024)

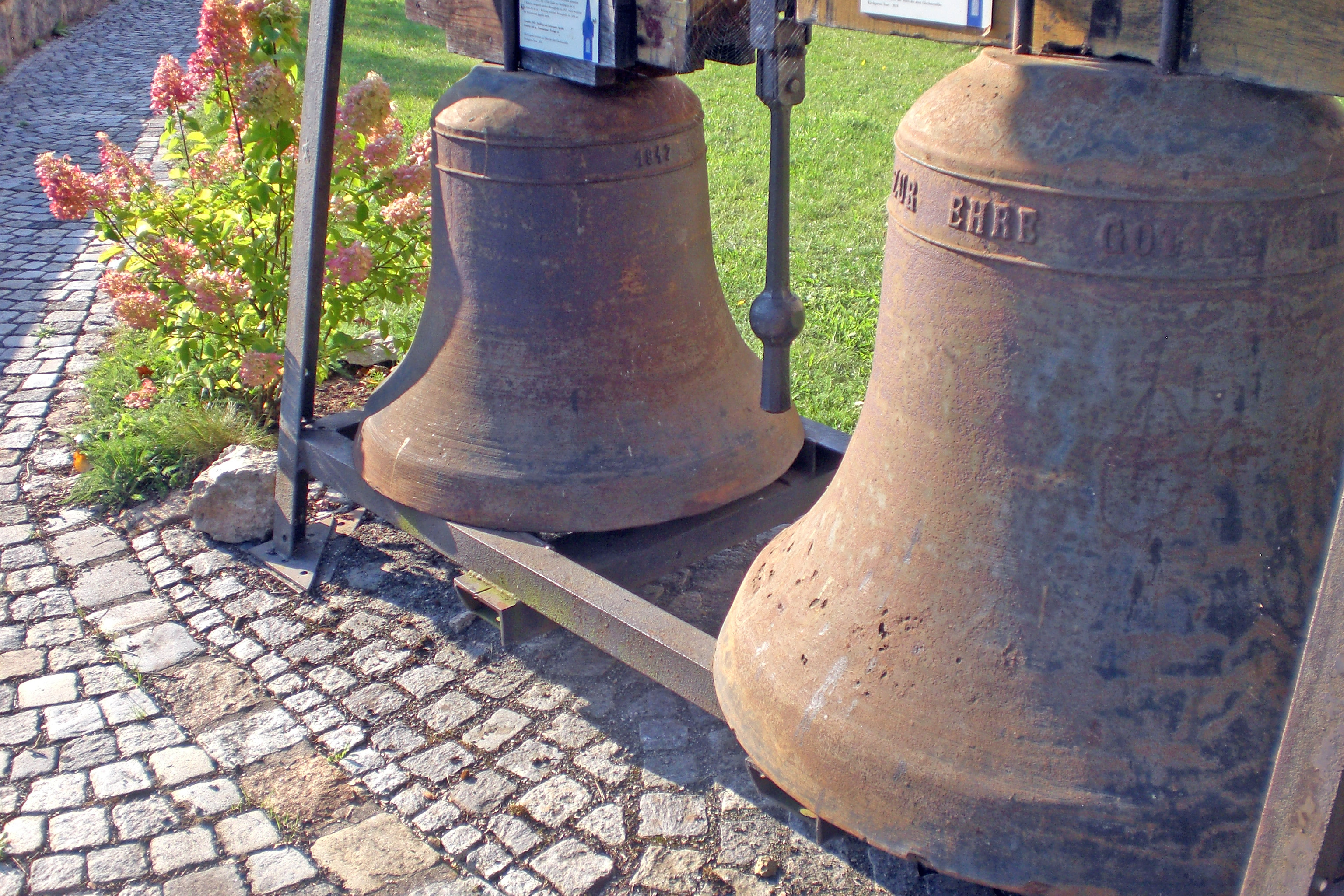
Glocken von St. Jakob (2024)

Die denkmalgeschützte, evangelisch-lutherische Pfarrkirche St. Jakob steht in Schönberg, einem Gemeindeteil der Stadt Lauf an der Pegnitz im Landkreis Nürnberger Land (Mittelfranken, Bayern). Die Kirche ist unter der Denkmalnummer D-5-74-138-269 als Baudenkmal in der Bayerischen Denkmalliste eingetragen. Die Kirchengemeinde gehört zum Dekanat Hersbruck im Kirchenkreis Nürnberg der Evangelisch-Lutherischen Kirche in Bayern.

## Beschreibung
Die neugotische Hallenkirche wurde 1900/01 nach einem Entwurf von German Bestelmeyer als Nachfolgebau der Burgkapelle des abgegangenen Markgrafenschlosses aus der Mitte des 11. Jahrhunderts errichtet. Sie besteht aus einem Langhaus mit einem Mittelschiff und westlichen Seitenschiff, einem eingezogenen, polygonal geschlossenen Chor im Norden des Mittelschiffs, und einem Chorflankenturm an der Ostwand des Chors, der mit einem achtseitigen Knickhelm bedeckt ist. Das Portal befindet sich in der Fassade im Süden. Die Kirchenausstattung stammt aus der Bauzeit.